# Droga wojewódzka 443
Die Droga wojewódzka 443 (DW 443) ist eine 61 Kilometer lange Droga wojewódzka (Woiwodschaftsstraße) in der polnischen Woiwodschaft Großpolen, die Jarocin mit Tuliszków verbindet. Die Strecke liegt im Powiat Jarociński, im Powiat Pleszewski, im Powiat Koniński und im Powiat Turecki.

## Streckenverlauf
Woiwodschaft Großpolen, Powiat Jarociński
-  Jarocin (Kesselberg, Jarotschin) (S 11, DK 11, DK 12, DK 15)
- Bachorzew (Bachdorf)
- Tarce
- Lubinia Mała (Klein-Lieben)
- Sucha

Woiwodschaft Großpolen, Powiat Pleszewski
- Grab (Burgdorf)
-  Gizałki (Gizalki) (DW 442)
- Wronów
- Białobłoty

Woiwodschaft Großpolen, Powiat Koniński
- Królików
- Tartak
- Grodziec (Grodziec)
- Janów
- Jaroszewice Rychwalskie
-  Rychwał (Rychwal) (DK 25)

Woiwodschaft Großpolen, Powiat Turecki
- Nowy Świat
-  Tuliszków (Tuliszkow) (DK 72)